# Miguel Leal
António Miguel Nunes Ferraz Leal de Araújo, 22 de abril de 1965, conhecido como Miguel Leal, é o atual treinador do CD Cova da Piedade, chegou proveniente do Arouca em janeiro de 2019.
Miguel Leal é formado em Educação Física, mestre em Ciências do Desporto e em Psicologia e é doutorado em Psicologia.
Depois de várias temporadas como adjunto e técnico, voltou ao Penafiel FC como treinador e venceu o titulo nacional de juniores A de 2ª divisão na época 2011-2012.
Na temporada seguinte 2012-2013, Miguel Leal assumiu o cargo de treinador do plantel principal com o qual conseguiu um confortável nono lugar. 
Na época, 2013-2014, Miguel Leal conseguiu o terceiro lugar da tabela classificativa concedendo ao clube a promoção para a Primeira Liga depois de uma ausência de oito anos. 
O Penafiel FC atingiu ainda os quartos de final da Taça de Portugal e o Miguel Leal recebeu por a sua campanha durante a época 2013-2014, o prémio de melhor treinador da Segunda Liga.

Em 16 de Maio de 2014, Leal foi nomeado como o novo treinador do Moreirense.
A 16 de Janeiro de 2019, Miguel Leal chegou a acordo para treinar o Clube Desportivo da Cova da Piedade, tendo ganho o seu jogo de estreia contra o Vitoria Sport Clube B, por 1-0.  